# 黨性
党性是共产党经常使用的一个名词，是指一个政党固有的“本性”，来源于其政党的阶级属性和理论本质，体现在其政党的成员直率、公开地表达对其社会集团、阶级、社会运动的观点，捍卫其集团、阶级、政党利益。
一般认为，“党性”这一说法是列宁在《民粹主义的经济内容及其在司徒卢威先生的书中受到的批评》一文中“广义的提出”，又在《党的组织和党的出版物》一文中作了论述——写作应当成为无产阶级总的事业的一部分，受党的监督；作家和艺术家应公开地站在党的立场上；党性并非无产阶级所特有，但只有无产阶级文艺才公开主张党性。
中共中央总书记习近平把党性定义为“坚持党性，核心就是坚持正确政治方向，站稳政治立场，坚定宣传党的理论和路线方针政策，坚定宣传中央重大工作部署，坚定宣传中央关于形势的重大分析判断，坚决同党中央保持高度一致，坚决维护中央权威。所有宣传思想部门和单位，所有宣传思想战线上的党员、干部都要旗帜鲜明坚持党性原则。”并认为“党性和人民性从来都是一致的、统一的。”

## 历史演变
马克思恩格斯之前，德国民主主义作家就提出了民主主义运动的党性。诗人海尔维格在诗《党》中，就要求作家应有明确的党派立场。费尔巴哈在《宗教本质讲演录》中写道“我们所生活的这个时代，无论何人，连自己以为最中立和不偏不倚的人在内，都会违反自己的思想和意志，归属于某一党派，即使在理论上也是一个在党的人，我们现在处于这样一个时代，在这个时代政治利益吞没了其他一切，政治事变使我们经常处于紧张和兴奋之中。”海涅在《自由》中：“我们写东西总是赞成什么或反对什么，赞成什么思想或反对什么思想，拥护什么党派或反对什么党派。”海涅还说：所谓“无党性”，“永远是骗人的”。
党性、人民性最早见诸于马克思、恩格斯的笔下。但无论是马克思还是恩格斯或列宁都没有对党性、人民性作出过明确的概念界定，也没有把它们放在一起来使用。
1845年底，恩格斯在向德国推介一篇优秀著作《傅里叶论商业的片段》时，撰写了《“傅立叶论商业的片段”的前言和结束语》，提出了理论的“党性”问题。恩格斯在批判“绝对的社会主义”时指出：“德国的‘绝对的社会主义’真是可怜得怕人……这种社会主义，由于自己在理论领域中没有党性，由于自己的‘思想绝对平静’而丧失了最后一滴血、最后一点精神和力量。可是人们却想用这些空话使德国革命，去推动无产阶级并促使群众去思考和行动！”这里所说的“党性”,主要是指社会主义理论的批判性、战斗性以及研究的彻底性。
1895年,列宁同样用党性来指称马克思主义的理论的鲜明阶级性：“唯物主义本身包含有所谓党性，要求在对事变作任何评价时都必须直率而公开地站到一定社会集团的立场上”。
1905年11月列宁在《党的组织和党的出版物》中提出了党的出版物如何帮助党取得过渡阶段的胜利的总观点，批判资产阶级的“创作绝对自由”论，用党性反对无党性：“社会主义无产阶级应当提出党的出版物的原则，发展这个原则，并且尽可能以完备和完整的形式实现这个原则。”“无党性的写作者滚开!超人的写作者滚开!”